# Genypterus tigerinus
Genypterus tigerinus är en fiskart som beskrevs av Carl Benjamin Klunzinger 1872. Genypterus tigerinus ingår i släktet Genypterus och familjen Ophidiidae. Inga underarter finns listade i Catalogue of Life.